# Bukian
Bukian est une commune indonésienne de la province de Bali.